# 需求的交叉弹性
需求的交叉彈性（英語：Cross-Price Elasticity of Demand），是指某种其他財貨的价格每变化1%，会使该財貨的需求量变化百分之几，由这个概念我们可以推导出替代品、互补品这两个经济学中的重要概念。
A財貨的B財貨进行需求的交叉弹性比较，Px表示A財貨的價格，Qy表示B財貨的數量，
则交叉弹性为：
{\displaystyle E_{Px,Qy}={\frac {\Delta Qy/Qy}{\Delta Px/Px}}={\frac {\partial \ln Qy}{\partial \ln Px}}={\frac {\partial Qy}{\partial Px}}\cdot {\frac {Px}{Qy}}}

当需求的交叉弹性是正值的时候，A和B均为对方的替代品(Substitute Goods)。
当需求的交叉弹性是负值的时候，A和B均为对方的互补品(Complement Goods)。
许多人用需求交叉弹性来计量某些产品的差异程度。

当两者为互补品时，需求的交叉弹性为负：当Y財貨价格上升时，X財貨的需求减少
当两者为替代品时，需求的交叉弹性为正：当Y財貨价格上升时，X財貨的需求上升
当两財貨相互独立时，需求的交叉弹性为零：当Y財貨价格上升时，X財貨的需求保持不变，即无影响